# Brígida Cirilo Ferreira
Brígida Cirilo Ferreira (Maceió, 26 de setembro de 1989) é uma árbitra assistente do futebol brasileiro, no quadro FIFA desde 2021 e professora de Educação Física em Alagoas.

## História e formação
Nascida em Maceió e mãe de dois filhos, Brígida Cirilo Ferreira ingressou no mundo esportivo ainda no ensino fundamental, onde praticou vôlei e ginástica rítmica desportiva. Em 2011, graduou-se em Educação Física na antiga FAL (Faculdade de Alagoas), (atualmente Universidade Estácio de Sá).

## Carreira na arbitragem
É formada em arbitragem pela FAF desde 2011 e começou a atuar como auxiliar de arbitragem em 2012, em espaços antes dominados apenas por homens. Logo em 2015, recebeu da Comissão Nacional de Arbitragem o escudo CBF, que a habilitou para atuar em competições e torneios nacionais.

## EscudoFIFA
A convite da FIFA, Brígida participou de um curso técnico internacional organizado pela entidade e voltado para árbitros assistentes considerados promissores pela comissão de arbitragem da Confederação Brasileira de Futebol (CBF). No mesmo ano, a CBF divulgou a lista de indicados e indicadas para o quadro internacional da FIFA em 2021 que passaria pelo crivo de aprovação da entidade internacional.
Em 2021, Brígida concluiu o curso VAR e recebeu o escudo FIFA, estando habilitada para integrar o quadro internacional de arbitragem e atuar em jogos fora do país.

## Repercussão em jogos

#### Nenêx Brígida
Em 2016, em jogo disputado entre Vasco da Gama e Tupi, pelo Campeonato brasileiro da Série B, o fato que chamou atenção foram as inúmeras reclamações do jogador Nenê com a bandeirinha.

#### Árbitra gestante
Arbitrou Clássico das Multidões entre CRB e CSA, pelo campeonato alagoano de 2017 estando no quinto mês de gestação e esse feito repercutiu no mundo esportivo.

## Partidas Relevantes
- Final do Campeonato Alagoano 2021[11]
- Final da Copa do Nordeste 2021[12]

## Prêmios
- Melhor assistente de arbitragem do Campeonato Alagoano 2021.[13]